# جو كارول بيرس
جو كارول بيرس (بالإنجليزية: Jo Carol Pierce)‏ هي كاتِبة ومغنية أمريكية، ولدت في 20 يوليو 1944 في ويلينغتون.

## وصلات خارجية
- جو كارول بيرس على موقع IMDb (الإنجليزية)
- جو كارول بيرس على موقع ميوزك برينز (الإنجليزية)
- جو كارول بيرس على موقع أول ميوزيك (الإنجليزية)
- جو كارول بيرس على موقع ديسكوغز (الإنجليزية)
- جو كارول بيرس على موقع قاعدة بيانات الفيلم (الإنجليزية)